# 高徳エクスプレス
高徳エクスプレス（こうとくエクスプレス）は、香川県高松市と徳島県徳島市を結ぶ昼行高速バスである。
全席予約指定制。
本項では前身の高徳特急バス（こうとくとっきゅうバス）についても述べる。

## 沿革
高松 - 徳島間は、以前から「高徳特急バス」の名称で国道11号を経由する特急バスが運行されていた。高松自動車道の開通に伴い、高速道経由となる当路線が運行されるようになった。

### 高徳特急バス
- 1965年4月：大川自動車、高松琴平電気鉄道（当時）、徳島バスの3社共同運行で運行開始。運行開始当時は、高松駅前（高松築港）から八百屋町（徳島）までの間を国道11号線経由で、約2時間で結んでいた。
- 1997年：コトデンバスが運行から撤退し、それまでの12往復から10往復に減便。
- 1998年10月1日：8往復に減便。
- 2001年3月29日：この日の運行をもって廃止。

### 高徳エクスプレス
- 2001年3月30日 高松自動車道板野～津田東間・さぬき三木～高松中央間開通に伴い、大川バス・徳島バス・JR四国の3社共同運行、各社4往復ずつの12往復で運行開始[1]。未開通の鳴門～板野間は徳島県道12号鳴門池田線経由。当初は予約不要であった。
- 2002年7月21日 高松自動車道鳴門～板野間開通に伴いルート変更。備前島・霊山寺前を廃止、鳴門インター北口・鳴門西を新設。
- 2002年11月1日 ゆめタウン高松バス停供用開始に伴いルート変更。
- 2003年4月1日 JR四国が撤退。各社4往復ずつの8往復になる。
- 2005年3月19日 4往復増発、各社6往復ずつの12往復になる。
- 2007年2月26日 高速三木停留所新設。
- 2008年7月16日 徳島大学前停留所新設。
- 2011年4月1日 兵庫町停留所（高松駅～県庁通り間）新設。
- 2016年4月1日 予約制を導入。
- 2017年8月1日 徳島バスが四国高速バスに運行を委託[2]。高速三木、高速志度、高速津田、高速大内、高速引田、鳴門インター北口停留所を廃止。
- 2021年11月7日、ことでん伏石駅バスターミナルに乗り入れ開始[3]。
- 2023年4月1日 徳島バスが共同運行を再開[4]。
- 2024年8月1日 ダイヤ改正。高速志度バス停を再開。ただし以前と異なり、徳島方面のみとなる。1往復のみ大塚国際美術館前・アオアヲナルトリゾート前に乗り入れ[5]。
- 2025年4月1日 ダイヤ改正。大塚国際美術館前・アオアヲナルトリゾート前乗り入れ便を2往復に増便。

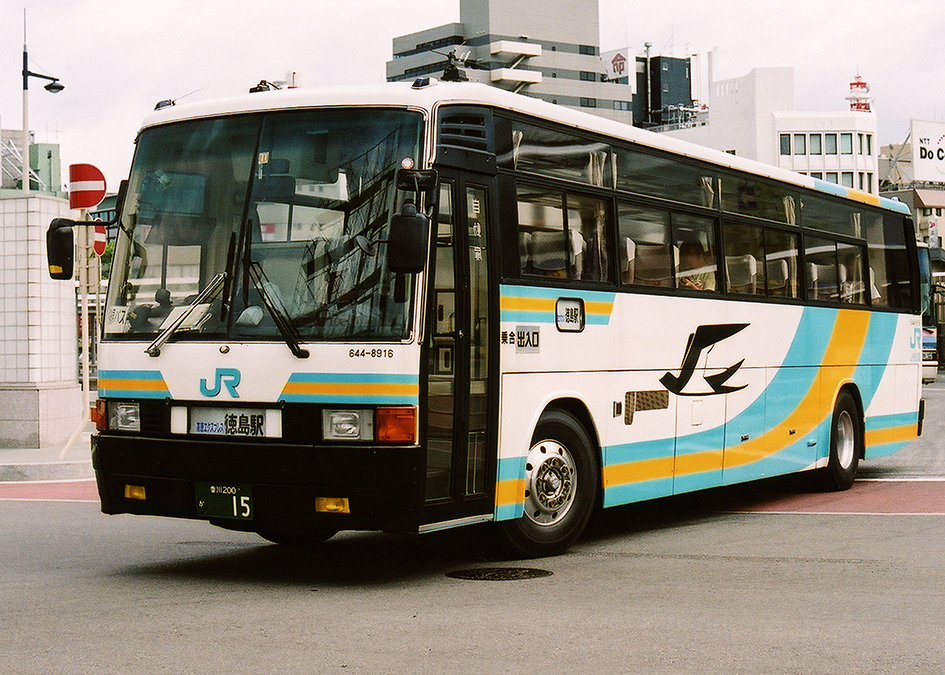
JR四国 （高松駅前にて）

## 運行会社
- 大川自動車（大川バス）
- 四国高速バス※2017年8月1日から。
- 徳島バス

## 停車停留所
（停留所 - 停留所）でくくられた中での相互の乗降はできない。●印は1日2往復のみ停車（2025年4月1日より。大塚国際美術館の休館日は通らない）。
2025年4月1日から
（JR高松駅（高速バスターミナル） - 兵庫町 - 県庁通り - 栗林公園前 - ゆめタウン高松 - 伏石駅バスターミナル - 高松中央インターバスターミナル - 高速志度）- （鳴門西 - ●アオアヲナルトリゾート前 - ●大塚国際美術館前 - 松茂 - 工業団地前 - 徳島大学前 - 徳島駅)
大塚国際美術館経由の高松行き便は、鳴門西には停車しない。
2023年7月31日まで
（JR高松駅（高速バスターミナル） - 兵庫町 - 県庁通り - 栗林公園前 - ゆめタウン高松 - 伏石駅バスターミナル - 高松中央インターバスターミナル） - （鳴門西 - 松茂 - 工業団地前 - 徳島大学前 - 徳島駅)
2017年7月31日まで
（JR高松駅（高速バスターミナル） - 兵庫町 - 県庁通り - 栗林公園前 - ゆめタウン高松 - 高松中央インターバスターミナル） - 高速三木 - 高速志度 - 高速津田 - 高速大内 - 高速引田 - （鳴門西 - 鳴門インター北口 - 松茂 - 工業団地前 - 徳島大学前 - 徳島駅)
高松駅・ゆめタウン高松・高松中央インターバスターミナルの発券業務は四国高速バスに委託している。
なお、高徳特急バスの廃止直前の停車停留所は次の通り。全区間で相互乗降が可能であった。
高松駅前 - 五番町 - 高松市民文化センター前 - 屋島 - 八栗聖天口 - 志度 - 文理大学前（香川キャンパス） - 津田 - 大川オアシス - 三本松 - 白鳥 - 引田 - 北灘折野 - 栗田 - 小鳴門橋 - 鳴門 - 徳島空港 - 広島 - 工業団地前 - 徳大前 - （八百屋町） - 徳島駅

## 使用車両
三菱ふそう・エアロバス、
三菱ふそう・エアロエース
日野・セレガR（四国高速バス便）、
日野・2代目セレガ（四国高速バス便）
- 3列シート車両（四国高速バス便）、4列シート車両にて運行される。
- トイレつき車両、リクライニングシート